# Papa Celestino I
Celestino I (em latim: Celestinus I); (Roma, 380 - Roma, 27 de julho de 432) foi o Papa da Igreja Católica de 10 de setembro de 422 até a data de sua morte. É considerado Santo e retratado na arte com um dragão, uma pomba e uma chama.

## Vida e obras
Foi um romano, mas pouca coisa sabemos sobre sua vida, apenas que o nome do seu pai era Prisco e que viveu com Santo Ambrósio, em Mediolano (atual Milão), por um tempo. Várias partes da liturgia são atribuídas a ele, mas sem certeza.
Ainda que não tenha comparecido pessoalmente, ele enviou delegados ao Primeiro Concílio de Éfeso, no qual os nestorianos foram condenados, em 431 d.C.. Quatro cartas escritas por ele nesta ocasião ainda existem, todas datadas de 15 de março de 431, além de algumas outras, para os bispos africanos, os da Ilíria, da Tessalônica, de Narbona, que sobrevivem em traduções do grego, tendo os originais em latim se perdido.
São Celestino condenou os pelagianos e era um zeloso ortodoxo. Ele enviou São Paládio para a Irlanda em 431 d.C., tendo o bispo Patrício (São Patrício) como continuador da obra missionária. Ele lutou ferozmente contra os novacianos em Roma, aprisionando o bispo deles e proibindo seus cultos.
São Celestino morreu dia 27 de Julho de 432 e foi enterrado no cemitério de Santa Priscila na Via Salária, mas seus restos mortais, atualmente, encontram-se na Basílica de Santa Prassede.
É com este Papa que, pela primeira vez, se cita o "bastão pastoral", que atualmente é chamado de Férula Papal.